# Mill of Rango

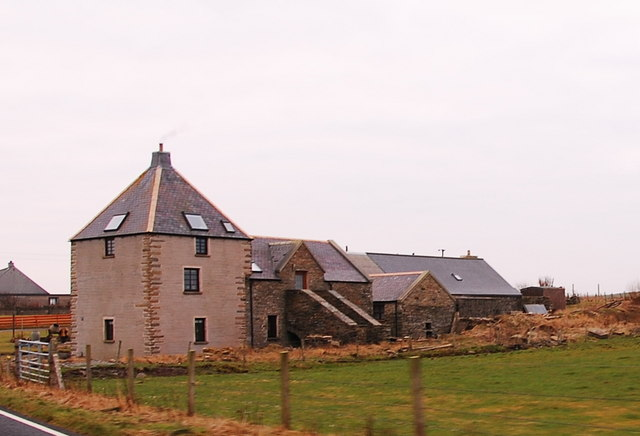
Eine Mühle im Ort

Mill of Rango ist eine Ortschaft, die im Nordwesten der zu Schottland zählenden Orkneyinseln liegt.

## Geographie
Das kleine Mill of Rango liegt im Westen der Insel Mainland zwischen den Ufern den Seen Loch of Harray im Osten und Mill Dam of Rango im Westen. Nach Stromness sind es etwa neun Kilometer in südlicher Richtung.

## Historisches
Im Rahmen der historischen Gliederung Schottlands in Civil Parishes zählt Mill of Rango zu Sandwick. Als Kulturdenkmal ausgewiesen ist die Mill of Range, eine Wassermühle, die als Listed Building der Kategorie C unter Denkmalschutz steht.